# Fresne-l'Archevêque
Pour les articles homonymes, voir Fresne et L'Archevêque.
Fresne-l'Archevêque est une ancienne commune française située dans le département de l'Eure en région Normandie. Depuis le 1er janvier 2019, elle est une commune déléguée de Frenelles-en-Vexin.
Ses habitants sont appelés les Fréxinois.

## Géographie

### Localisation
Cette commune du département de l'Eure est située entre Écouis et Les Andelys, sur le plateau du Vexin Normand. C'est un village-rue situé le long de la départementale 1.
| Houville-en-Vexin | Écouis              | Écouis       |
| Cuverville        | Fresne-l'Archevêque | Écouis Corny |
|                   | Les Andelys         |              |

## Toponymie
Fresne-l'Archevêque est attesté sous la forme latinisée Fraxini Archiepiscopi en 1281. 
Fresne est un mot  français issu du latin fraxinus signifiant Frêne.
Archiepiscopi s'explique car l'archevêque de Rouen était baron de Fresne.

## Histoire
La découverte d'une hache, de l'âge du bronze, en 1896, atteste la présence humaine sur ce territoire depuis longtemps.
Les archevêques de Rouen acquièrent le domaine de Fresne en même temps qu'Andely, avant le XIe siècle. Les archevêques, barons de Fresne, y possèdent un manoir. En 1256, Eudes Rigaud, archevêque de Rouen, donne la gestion de Fresne à divers particuliers.
Le 1er janvier 2019, elle fusionne avec Boisemont et Corny pour constituer la commune nouvelle de Frenelles-en-Vexin dont la création est actée par un arrêté préfectoral du 27 novembre 2018.

## Politique et administration
| Période                                  | Période          | Identité                       | Étiquette | Qualité     |
| ---------------------------------------- | ---------------- | ------------------------------ | --------- | ----------- |
| ca 1811                                  | vers 1845        | François Hildevert Delaisement |           | Cultivateur |
| 1849                                     |                  | Jules Narcisse Brunel          |           |             |
| mars 1989                                | 31 décembre 2018 | Guy Burette                    | DVD       | Retraité    |
| Les données manquantes sont à compléter. |                  |                                |           |             |

## Démographie
L'évolution du nombre d'habitants est connue à travers les recensements de la population effectués dans la commune depuis 1793. Pour les communes de moins de 10 000 habitants, une enquête de recensement portant sur toute la population est réalisée tous les cinq ans, les populations de référence des années intermédiaires étant quant à elles estimées par interpolation ou extrapolation. Pour la commune, le premier recensement exhaustif entrant dans le cadre du nouveau dispositif a été réalisé en 2006.

En 2016, la commune comptait 562 habitants, en évolution de +6,44 % par rapport à 2010 (Eure : −0,25 %, France hors Mayotte : +2,11 %).
| 1793 | 1800 | 1806 | 1821 | 1831 | 1836 | 1841 | 1846 | 1851 |
| ---- | ---- | ---- | ---- | ---- | ---- | ---- | ---- | ---- |
| 498  | 467  | 459  | 482  | 493  | 523  | 506  | 502  | 508  |

| 1856 | 1861 | 1866 | 1872 | 1876 | 1881 | 1886 | 1891 | 1896 |
| ---- | ---- | ---- | ---- | ---- | ---- | ---- | ---- | ---- |
| 477  | 472  | 487  | 484  | 474  | 445  | 461  | 438  | 439  |

| 1901 | 1906 | 1911 | 1921 | 1926 | 1931 | 1936 | 1946 | 1954 |
| ---- | ---- | ---- | ---- | ---- | ---- | ---- | ---- | ---- |
| 376  | 342  | 313  | 255  | 249  | 252  | 293  | 345  | 332  |

| 1962 | 1968 | 1975 | 1982 | 1990 | 1999 | 2006 | 2011 | 2016 |
| ---- | ---- | ---- | ---- | ---- | ---- | ---- | ---- | ---- |
| 406  | 408  | 366  | 391  | 449  | 450  | 459  | 552  | 562  |

## Culture locale et patrimoine

### Lieux et monuments
- Église Saint-Martin[12], inscrite aux Monuments Historiques en 1927.